# Шуфа, Марек
Марек Францишек Шуфа (пол. Marek Franciszek Szufa; 1954—2011) — польский пилот, член национальной сборной по воздушной акробатике.

## Биография
Марек Шуфа родился в 1954 году.
Начиная с 1979 года работал в авиакомпании LOT, где пилотировал самолёты различных типов, а с 1990 года — капитаном Boeing 767. На его счету было более 20 тысяч часов, проведенных за штурвалом самолёта.
В течение многих лет был членом польской национальной сборной по воздушной акробатике, где заслужил титул вице-чемпиона Польши по самолётной акробатике.
18 июня 2011 года Марек Шуфа погиб в авиакатастрофе.

## Гибель
18 июня 2011 года Марек Шуфа погиб в авиакатастрофе самолёта Christen Eagle II, которая произошла близ польского города Плоцк в Мазовецком воеводстве.
По сообщениям ряда средств массовой информации, в то время, когда лёгкий одномоторный самолёт Christen Eagle II в рамках проходившего в городе Плоцке авиационного шоу выполнял в воздухе серию манёвров, он неожиданно потерял управление и рухнул в воды реки Висла. Единственным человеком, находившимся в это время на борту воздушного судна, был один из самых опытных пилотов страны — Марек Шуфа, который, помимо прочего, являлся признанным мастером исполнения фигур высшего пилотажа и вице-чемпионом Республики Польша по самолетной акробатике.
Польские спасатели оперативно прибыли к месту происшествия, извлекли пилота из обломков самолёта и доставили его в ближайшую больницу. Несмотря на все усилия врачей, Марек Шуфа скончался через несколько часов от несовместимых с жизнью травм.

## Награды
- Офицер Ордена Возрождения Польши (2011 г., посмертно)[3]
- Кавалер Ордена Возрождения Польши (2001 г.)[4]